# Dreifachmord in Dänischenhagen und Kiel 2021
Der Dreifachmord in Dänischenhagen und Kiel ereignete sich am 19. Mai 2021 in Dänischenhagen im Kreis Rendsburg-Eckernförde und in Kiel. Der damals 47-jährige Zahnarzt Hartmut F. erschoss seine von ihm getrennt lebende Ehefrau Hanna F. und deren neuen Lebensgefährten Tobias H. im Eingangsbereich eines Hauses in Dänischenhagen. Anschließend ermordete er in Kiel Carsten B., einen gemeinsamen Freund des Ehepaars. Im April 2022 verurteilte das Landgericht Kiel Hartmut F. zu einer lebenslangen Freiheitsstrafe. Es stellte außerdem die besondere Schwere der Schuld fest und ordnete die Sicherungsverwahrung an.

## Vorgeschichte
Hartmut F. und die vier Jahre jüngere Hanna F. lernten sich beim Studium der Zahnmedizin kennen. Sie war zu diesem Zeitpunkt bereits seit zwei Jahren verwitwet. Kurz nach ihrem Kennenlernen zogen Hartmut und Hanna F. zusammen und heirateten. Hanna F. gab ihr Studium nach der Geburt des ersten gemeinsamen Kindes auf, ihr Mann setzte sein Studium fort und war anschließend als Zahnarzt in Justizvollzugsanstalten tätig. Die Familie lebte in Westensee. Medienberichten und Aussagen Angehöriger zufolge war die Ehe von häuslicher Gewalt geprägt. Hartmut F. sei gegenüber seiner Frau und den vier Kindern körperlich und verbal übergriffig gewesen. Außerdem solle er zahlreiche Affären gehabt haben. Schließlich trennte sie sich von ihm, wollte sich scheiden lassen und ihr Studium fortsetzen. Auch nach der Trennung war Hartmut F. weiterhin gewalttätig gegenüber seiner Ehefrau und drohte ihr mehrmals, sie umzubringen. Sie erwirkte deshalb eine einstweilige Verfügung gegen ihn, die es ihm untersagte, sich ihr und dem Haus der Familie zu nähern.
Hartmut F. besaß eine Waffenhandelslizenz und hortete Waffen. Nach der durch seine Frau erwirkten einstweiligen Verfügung gab er die 65 Waffen ab, die er legal besessen hatte. Daneben betrieb er seit den 1990er Jahren illegale Waffengeschäfte. Bekannte äußerten später, dass er rechtsextremes Gedankengut hegte. Bei einer Durchsuchung seines Hauses wurden Fotos von ihm im Stahlhelm sowie zahlreiche Nazi-Devotionalien gefunden. Ermittler bezeichneten als naheliegend, dass seine Einstellung zum Verhältnis zwischen Mann und Frau von dieser Weltanschauung geprägt gewesen war.

## Tathergang
Am Morgen des 19. Mai 2021 verfolgte Hartmut F. seine Ehefrau in einem Mietwagen zur Doppelhaushälfte ihres neuen Lebensgefährten Tobias H., eines Kite-Lehrers. Als er ihr die Tür öffnete und sie sich begrüßten, feuerte Hartmut F. mit einer Uzi-Maschinenpistole auf seine Ehefrau. Rechtsmedizinische Untersuchungen ergaben später, dass insgesamt 48 Schüsse auf sie abgegeben worden waren. Sieben davon durchdrangen ihren Körper und trafen ihren neuen Partner. Beide verstarben noch am Tatort. Die Waffe brachte F. einem Bekannten aus seinen rechtsradikalen Netzwerken, der sie zerlegte und an verschiedenen Stellen in der Ostsee und im Nord-Ostsee-Kanal entsorgte. Im Anschluss fuhr Hartmut F. nach Kiel zu Carsten B., einem gemeinsamen Bekannten des Ehepaars, den er für die Trennung von seiner Ehefrau verantwortlich machte, und tötete diesen mit drei Schüssen ins Gesicht aus einer Pistole mit Schalldämpfer. Am Abend des Tattages stellte er sich schließlich in Hamburg der Polizei.

## Prozess und Verurteilung
Im Februar 2022 begann vor dem Landgericht Kiel der Prozess gegen Hartmut F., in dem über 30 Zeugen aussagten. Hartmut F. gestand die Tat vor Gericht. Am 4. April 2022 verurteilte ihn das Gericht schließlich wegen Mordes zu einer lebenslangen Freiheitsstrafe mit anschließender Sicherungsverwahrung. Es stellte außerdem die besondere Schwere der Schuld fest. Es folgte damit den Forderungen der Staatsanwaltschaft und der Nebenkläger. Die Staatsanwaltschaft ging von einem Tötungsvorsatz und davon aus, dass Hartmut F. die Tat im Voraus geplant hatte. Sie sah außerdem das Mordmerkmal der Heimtücke als erfüllt an. Die Verteidigung hingegen war der Auffassung, Hartmut F. habe die Opfer nicht vorsätzlich getötet und es handele sich daher lediglich um Totschlag, nicht um Mord. Deshalb kündigte sie an, in Revision zu gehen.
Hartmut F. wurde nach seiner Verurteilung in eine Justizvollzugsanstalt in Mecklenburg-Vorpommern verlegt.